# Pallanuoto ai Giochi della XXIX Olimpiade - Torneo femminile
Il terzo torneo olimpico di pallanuoto femminile è stato disputato dall'11 al 21 agosto 2008 nel corso delle Olimpiadi di Pechino.
La nazionale olandese ha conquistato la medaglia d'oro battendo in finale le campionesse mondiali in carica degli Stati Uniti. L'Australia si è confermata sul podio per la terza edizione consecutiva vincendo la medaglia di bronzo a spese dell'Ungheria.

## Fase preliminare

### Gironi
Il sorteggio dei gironi preliminari si è svolto a Pechino il 22 marzo 2008.
GRUPPO A
- Cina
- Italia
- Russia
- Stati Uniti

GRUPPO B
- Australia
- Grecia
- Paesi Bassi
- Ungheria

### Gruppo A
|    | Squadra     | Pti | G | V | P | S | GF | GS | Diff |
| -- | ----------- | --- | - | - | - | - | -- | -- | ---- |
| 1. | Stati Uniti | 5   | 3 | 2 | 1 | 0 | 33 | 27 | +6   |
| 2. | Italia      | 5   | 3 | 2 | 1 | 0 | 28 | 26 | +2   |
| 3. | Cina        | 2   | 3 | 1 | 0 | 2 | 33 | 33 | 0    |
| 4. | Russia      | 0   | 3 | 0 | 0 | 3 | 26 | 34 | -8   |

| n° gara | Data      | Ora   | Partita     | Partita | Partita     |
| ------- | --------- | ----- | ----------- | ------- | ----------- |
| 2       | 11 agosto | 14:20 | Italia      | 9 - 8   | Russia      |
| 4       | 11 agosto | 17:00 | Stati Uniti | 12 - 11 | Cina        |
| 7       | 13 agosto | 15:40 | Italia      | 9 - 9   | Stati Uniti |
| 8       | 13 agosto | 17:00 | Cina        | 13 - 11 | Russia      |
| 10      | 15 agosto | 14:20 | Stati Uniti | 12 - 7  | Russia      |
| 12      | 15 agosto | 14:20 | Italia      | 10 - 9  | Cina        |

### Gruppo B
|    | Squadra     | Pti | G | V | P | S | GF | GS | Diff |
| -- | ----------- | --- | - | - | - | - | -- | -- | ---- |
| 1. | Ungheria    | 5   | 3 | 2 | 1 | 0 | 28 | 20 | +8   |
| 2. | Australia   | 5   | 3 | 2 | 1 | 0 | 25 | 22 | +3   |
| 3. | Paesi Bassi | 2   | 3 | 1 | 0 | 2 | 27 | 27 | 0    |
| 4. | Grecia      | 0   | 3 | 0 | 0 | 3 | 16 | 27 | -11  |

| n° gara | Data      | Ora   | Partita     | Partita | Partita     |
| ------- | --------- | ----- | ----------- | ------- | ----------- |
| 1       | 11 agosto | 13:00 | Ungheria    | 11 - 9  | Paesi Bassi |
| 3       | 11 agosto | 15:40 | Australia   | 8 - 6   | Grecia      |
| 5       | 13 agosto | 13:00 | Ungheria    | 7 - 7   | Australia   |
| 6       | 13 agosto | 14:20 | Paesi Bassi | 9 - 6   | Grecia      |
| 9       | 15 agosto | 13:00 | Australia   | 10 - 9  | Paesi Bassi |
| 11      | 15 agosto | 15:40 | Ungheria    | 10 - 4  | Grecia      |

## Fase finale

### Tabellone
|  | Quarti di finale      | Quarti di finale |             |          | Semifinali                | Semifinali                |  |  | Finale | Finale |
|  |                       |                  |             |          |                           |                           |  |  |        |        |
|  |                       |                  |             |          |                           |                           |  |  |        |        |
|  |                       |                  |             |          |                           |                           |  |  |        |        |
|  | A1: Stati Uniti       | -                |             |          |                           |                           |  |  |        |        |
|  | A1: Stati Uniti       | -                |             |          |                           |                           |  |  |        |        |
|  | ammessa in semifinale | -                |             |          |                           |                           |  |  |        |        |
|  | ammessa in semifinale | -                | Stati Uniti | 9        |                           |                           |  |  |        |        |
|  |                       |                  | Stati Uniti | 9        |                           |                           |  |  |        |        |
|  |                       | Australia        | 8           |          |                           |                           |  |  |        |        |
|  | B2: Australia         | Australia        | 8           | 12       |                           |                           |  |  |        |        |
|  | B2: Australia         |                  |             | 12       |                           |                           |  |  |        |        |
|  | A3: Cina              | 11               |             |          |                           |                           |  |  |        |        |
|  | A3: Cina              | 11               | Stati Uniti | 8        |                           |                           |  |  |        |        |
|  |                       |                  | Stati Uniti | 8        |                           |                           |  |  |        |        |
|  |                       | Paesi Bassi      | 9           |          |                           |                           |  |  |        |        |
|  | B1: Ungheria          | Paesi Bassi      | 9           | -        |                           |                           |  |  |        |        |
|  | B1: Ungheria          |                  |             | -        |                           |                           |  |  |        |        |
|  | ammessa in semifinale | -                |             |          |                           |                           |  |  |        |        |
|  | ammessa in semifinale | -                | Ungheria    | 7        | Finale per il terzo posto | Finale per il terzo posto |  |  |        |        |
|  |                       |                  | Ungheria    | 7        | Finale per il terzo posto | Finale per il terzo posto |  |  |        |        |
|  |                       | Paesi Bassi      | 8           |          |                           |                           |  |  |        |        |
|  | A2: Italia            | Paesi Bassi      | 8           | 11       | Australia                 | 12                        |  |  |        |        |
|  | A2: Italia            |                  |             | 11       | Australia                 | 12                        |  |  |        |        |
|  | B3: Paesi Bassi       | 13               |             | Ungheria | 11                        |                           |  |  |        |        |
|  | B3: Paesi Bassi       | 13               |             |          | 11                        |                           |  |  |        |        |
|  |                       |                  |             |          |                           |                           |  |  |        |        |
|  |                       |                  |             |          |                           |                           |  |  |        |        |

### Quarti di finale
| Arbitri: | Patelli (BRA) Moliner (ESP) |

|            |           |       |
| 5: Gynther | Marcatori | 3: Ma |

| Arbitri: | Bock (GER) Argyros (GRE) |

|           |           |           |
| 4: Zanchi | Marcatori | 4: Cabout |

### Semifinali
| Arbitri: | Margeta (SLO) Caputi (ITA) |

|          |           |            |
| 3: Villa | Marcatori | 3: Gynther |

| Arbitri: | Brguljan (MNE) Antsiferov (RUS) |

|          |           |                            |
| 3: Pelle | Marcatori | 3: Van den Ham, Van Belkum |

### Finali
| Arbitri: | Knights (NZL) Pinker (RSA) |

|                      |           |             |
| 3: Shepelina, Konukh | Marcatori | 4: Roumpesi |

- 5º posto

| Arbitri: | Tulga (TUR) Turcotte (CAN) |

|        |           |             |
| 4: Gao | Marcatori | 3: Di Mario |

- Finale per il Bronzo

| Arbitri: | Antsiferov (RUS) Rak (CRO) |

|         |           |              |
| 3: Knox | Marcatori | 4: Kisteleki |

- Finale per l'Oro

| Arbitri: | Kiszelly (HUN) Caputi (ITA) |

|             |           |              |
| 2: Steffens | Marcatori | 7: De Bruijn |

## Classifica finale
| Campione Olimpico | Campione Olimpico | Campione Olimpico |
| --- | ----------------- | --- |
| Paesi Bassivan der Meijden · Smit · Cabout · Hakhverdian · van den Ham · de Bruijn · van Belkum · Klein · van den Berg · Sijbring · Guichelaar · Koot · de Nooy., CT: Robin van Galen. |                   | |
| Argento | Stati Uniti       | Stati UnitiArmstrong · Petri · Hayes · Villa · Wenger · Golda · Cardenas · Steffens · Windes · Gregorka · van Norman · Craig · Hipp, CT: Guy Baker                               |
| Bronzo | Australia         | AustraliaBeadsworth · Cuffe · Fraser · Gofers · Gynther · Hetzel · Knox B · Knox E · McCormack · Rippon M · Rippon R · Santoromito J · Santoromito M, CT: Greg McFadden          |
| 4 | Ungheria          | UngheriaBrávik · Drávucz · Györe · Horváth · Kisteleki · Pelle · Primász · Stieber · Szremkó · Takács · Valkai · Zantleitner · Sós, CT: Gábor Godova                             |
| 5 | Cina              | CinaJun · Fei · Ping · Yujun · Jin · Yating · Ying · Ao · Yi · Huanhuan · Huizi · Leiying · Ying, CT: Juan Jané                                                                  |
| 6 | Italia            | Italia1 Gigli, 2 Miceli, 3 Casanova, 4 Bosurgi, 5 Valkai, 6 Zanchi, 7 Di Mario, 8 Ragusa, 9 Pavan, 10 Rocco, 11 Musumeci, 12 Frassinetti, 13 Brancati, CT: Mauro Maugeri         |
| 7 | Russia            | RussiaVorontsova · Shepelina · Prokof'eva · Konuch · Vylegzhanina · Glyzina · Lisunova · Soboleva · Karpovich · Beliaeva · Smurova · Turova · Protsenko, CT: Alexander Kleymenov |
| 8 | Grecia            | GreciaEllinaki · Tsoukala · Gerolymou · Iosifidou · Liosī · Kozompoli · Oikonomopoulou · Roumpesi · Moraitidou · Asimaki · Antonakou · Lara · Tsouri, CT: Kyriakos Iosifidis     |

## Classifica marcatrici
|  | Gol | Marcatrice          | Squadra     |
|  | --- | ------------------- | ----------- |
|  | 17  | Daniëlle de Bruijn  | Paesi Bassi |
|  | 13  | Kate Gynther        | Australia   |
|  | 12  | Bronwen Knox        | Australia   |
|  | 12  | Anikó Pelle         | Ungheria    |
|  | 11  | Ao Gao              | Cina        |
|  | 10  | Mieke Cabout        | Paesi Bassi |
|  | 10  | Rita Drávucz        | Ungheria    |
|  | 10  | Tania Di Mario      | Italia      |
|  | 10  | Iefke van Belkum    | Paesi Bassi |
|  | 9   | Gemma Beadsworth    | Australia   |
|  | 9   | Natalie Golda       | Stati Uniti |
|  | 9   | Antigoni Roumpesi   | Grecia      |
|  | 9   | Brenda Villa        | Stati Uniti |
|  | 9   | Marieke van den Ham | Paesi Bassi |
|  | 8   | Brittany Hayes      | Stati Uniti |
|  | 8   | Dóra Kisteleki      | Ungheria    |
|  | 8   | Martina Miceli      | Italia      |
|  | 8   | Huizi Sun           | Cina        |
|  | 8   | Manuela Zanchi      | Italia      |
|  | 7   | Elisa Casanova      | Italia      |
|  | 7   | Sof'ja Konuch       | Russia      |
|  | 7   | Huanhuan Ma         | Cina        |
|  | 7   | Ágnes Valkai        | Ungheria    |
|  |     |                     |             |